# Lijst van termen in de bouwkunde
Enkele bouwkundige begrippen die gebruikt worden om elementen in (vaak oude) gebouwen te benoemen of een aanduiding zijn voor de stijl waarin het bouwwerk (of een element daaruit) thuishoort. Voor termen in de vestingbouwkunde zie de lijst van vaktermen in de vestingbouwkunde.

## A
aacht (aagt)soort kruipgang bij Limburgse hoeven, die na een tiental meters uitmondt in een ruimte, waarin men rechtop kan staan en ook kan zitten.
aanzethet punt waarop een boog of andere constructie zijn steunpunt verlaat of begint, bij een boog ook wel specifiek geboorte genoemd. Vaak zet de constructie ook aan op een kraagsteen.
aanzetsteende steen die aan de basis van een boog of gewelf ligt.
aanrazerenhet aanvullen met metselwerk of beton van de holten tussen de gewelfkappen.
abacusdekplaat van het kapiteel waarop de architraaf rust.
absidioolabsis op kleine grondslag.
absis, apsis, abside, absidiooleen halfronde, of veelhoekige, nisvormige ruimte aan een basilica, kerk of kathedraal.
absiskalotbolvormig gewelf dat de absis afsluit (¼ bol).
acanthusversiering van kapitelen in de vorm van de bladeren van de acanthus die sierlijk krullend zijn.
accoladebooglage boog in de vorm van een accolade.
aedicula
afzaathellend bovenvlak van een horizontale lijst of aan een muurdam, meestal uit natuursteen en dienende om het hemelwater af te voeren.
agorain de Griekse stad van de oudheid een centraal gelegen open plein, omgeven door openbare gebouwen en colonnaden, centrum van de politiek. Vgl. forum.
ajouropengewerkt, voorzien van een netwerk van (decoratieve) openingen en spleten, met lichtdoorlating.
akropolisde burcht van een Oud-Griekse stad, waar de belangrijkste tempels en monumenten werden gebouwd, zoals te Athene.
akroterionin de Griekse bouwkunst een gebeeldhouwd monument op de top en aan de hoeken van een timpaan.
alternerend stelselhet volgens een bepaalde regelmaat afwisselen van zuilen en pijlers als dragende delen binnen één gebouw.
ambogestoelte voor lezingen in oudchristelijke kerken.
ambulatoriumomgang van een rond gebouw; ook de kloostergang in een klooster, zie ook deambulatorium.
amfitheaterbij de Romeinen een halfrond of ovaal gebouwd theater met schuin oplopende zitplaatsen voor de bezoekers.
angelustorenklein torentje op een kerk of kapel (vaak op de viering) of bij een klooster, waarin het klokje hangt dat het angelus klept.
antefixenornamentele blokjes op de horizontale daklijst van een Griekse tempel, die dienden om de uiteinden van de onderste halfronde pannen te maskeren.
antenpilaster, die bij een Griekse of Romeinse tempel de uiteinden van de verlengde muren van de cella afsluiten; de zuilen die tussen deze uiteinden zijn geplaatst noemt men zuilen in antis.
antependiumde bekleding aan de voorkant van een altaar in de vorm van stof, hout of edelmetaal.
apsis (zie: absis)
aquaducteen brug voor een waterloop (rivier, kanaal) of waterleiding, waarbij andere verkeersstromen onder het water door worden geleid.
arcaderij bogendragende zuilen of pijlers, vrijstaand of blind dat wil zeggen met de muur tot een eenheid verbonden; in het laatste geval blinde arcade genoemd.
arcatuurarcade van kleine bogen.
architraafhet onderste dragende deel in een hoofdgestel.
archivoltvoorzijde van een boog, meestal geprofileerd of van versiering voorzien. In de romaanse en gotische architectuur komt de archivolt meestal in veelvoud, met figuraal en/of ornamenteel beeldhouwwerk voor, als omlijsting van timpanen van kerkportalen (dan ook voussure genaamd).
argongas dat om zijn isolerende kwaliteit tussen een dubbele beglazing zit.
atlantpijler in de gedaante van een mannelijke figuur; heeft altijd een ondersteunende functie. Afgeleid van Atlas, die de wereldbol draagt. Zie ook: caryatide en herme.
atriumcentrale ruimte in een gebouw, oorspronkelijk in een Romeins woonhuis.
attiek (attic)een versierde verhoging aangebracht onder een kroonlijst.
axiaalbouwde aanleg van een gebouw of delen ervan symmetrisch ter weerszijden van een hoofd- of lengteas.

## B
baddingeen balk van naaldhout met een afmeting van ca. 65 × 165mm.
baldakijnoverhuiving boven een altaar, troon of graf. Kan rusten op zuilen of neerhangen van het plafond.
balusterzuiltje in de vorm van een vaas, meestal aan veranda's e.d. (zie ook: balustrade).
balustraderij van balusters (zie aldaar) als leuning aan een balkon o.i.d.
baptisteriumbouwwerk, dikwijls gescheiden van de kerk, waarin een doopvont is geplaatst.
barbacanevooruitgeschoven versterking ter bescherming van de kasteelingang.
barokeen bouwstijl en fase in de architectuur.
basementhet verbrede voetstuk van een kolom of pilaster.
basilicabij de Romeinen een grote zaal voor bijeenkomsten, rechtszittingen enz. In de vroegchristelijke en latere bouwkunst een driebeukige kerk (basiliek), waarvan het middenschip met vensters boven de daken der zijbeuken uitrijst. Een pseudobasiliek is een kerk met verhoogd middenschip, echter zonder ramen.
basilicaalals een basiliek.
basiliekzie basilica.
bastionvooruitgeschoven post in een verdedigingswerk voor waarneming en verdediging.
beglazinghet glas en overige materialen die nodig zijn om het glas in het kozijn te plaatsen.
belvédèreuitkijktoren of hooggelegen zomerhuis, vanwaar men een prachtig uitzicht heeft.
bêmain vroegchristelijke kerken een verhoogd vloergedeelte, meestal in de apsis, bestemd voor de geestelijkheid. Uit de bema ontwikkelde zich het transept.
beukelk van de door kolommen gescheiden overlangse ruimte van een kerk (middenbeuk, zijbeuk).
bestekomschrijving van een uit te voeren (bouw)werk.
biforavenster gescheiden in twee delen.
blaasbalgeen motief die de tussenvariant vormt tussen een vierpas en een vierblad.
blindgeen doorgang hebbend.
blindarcadezie arcade.
blinde boogboog die geen opening biedt.
blindtraceringtracering die dicht is.
boerenvlechting, boerenvlechtwerk of vlechtingmetselwerk loodrecht op de schuine kanten van een puntgevel.
Boheemse kap of Boheems gewelftype gewelf.
boogfrieseen fries aan een boog.
bordeseen platform dat twee steken of traparmen van een trap met elkaar verbindt waar de trap vaak van richting verandert en een verhoogd platform voor de ingang van een gebouw, bereikbaar via een aantal treden en/of een hellingbaan.
borstwering (1)een tot borsthoogte opgetrokken verdedigingsmuur.
borstwering (2)het muurgedeelte tussen vloer en raamkozijn, of het buitenmuurgedeelte dat boven de zolder- of dakvloer uitsteekt.
bosseren (bossering, bossage, gebosseerd)de zichtbare stenen ruw behakt.
bouwbestekomschrijving van een uit te voeren (bouw)werk.
bouwsteigerwerkvloer aan een bouwwerk met staanders en liggers aan het gebouw bevestigd en met ladders bereikbaar.
bouwordenstijl van onder meer zuilen en hun hoofdstel, speciaal van de vijf klassieke bouworden zoals toegepast in het oude Griekenland en Rome. De Grieken ontwikkelden de Dorische, Ionische en Korinthische orde; de Romeinen voegden hier de Toscaanse orde en het composietkapiteel aan toe. Renaissancebouwmeesters namen de Romeinse modellen over en pasten hierop vele variaties toe. Het latere classicisme hield zich strikt aan de Griekse en Romeinse voorbeelden.
breuksteeneen natuursteen van onregelmatige vorm, zoals die ongekapt of licht bewerkt uit de groeve is gebroken, of door een ontploffing is verkregen.
brise-soleilin de architectuur vaak permanent aangebrachte schermen aan een gevel of boven de grond of een dak, om de zon te weren en het licht te temperen. Berust op dezelfde principes als de Venetiaanse jaloezieën.
brugstavenplatte staven die dienen voor bevestiging en versteviging van (glas-in-lood)ramen, vaak van ijzer, in verband met roestschade tegenwoordig van messing of brons gemaakt.
bundelpijlereen pijler met een bloemvormige gelobde doorsnede.

## C
caissonverdiept liggend ornamenteel paneel aan plafonds, gewelf en koepels.
caldariumzaal met gelegenheid tot het nemen van een warmwaterbad in de Romeinse thermen.
campanileItaliaanse naam voor een (meestal vrijstaande) klokkentoren.
canneluresde verticale groeven in een zuilenschacht.
cartouchedoor kruisversiering omlijst schild, meestal met een opschrift of heraldisch motief.
caryatide of kariatidegebeeldhouwde vrouwenfiguur, die als ondersteuning gebruikt wordt in plaats van een zuil. Een mannelijke figuur met dezelfde functie is een atlant (zie aldaar). Zie ook herme.
cassettezie caisson.
cellahoofdruimte van een klassieke tempel.
centerpenpen die men gebruikt om de bekisting tijdens het betonstorten op zijn plaats te houden
centraalbouwsymmetrische bouwaanleg rondom een (meestal denkbeeldige) verticale as.
chevetFranse benaming voor het geheel van apsis, kooromgang en straalkapellen in een gotische kerk.
circusin de Romeinse architectuur een langwerpig en smal bouwwerk met afgeronde einden en oplopende bankenrijen ter weerszijden rond de centrale ruimte; in Engeland de naam voor een ringvormig gebouwde reeks huizen, heden ten dage voor een rond plein, tent met een centrale piste waarin clowns en acrobaten optreden, en ook voor een knooppunt van wegen.
classicistisch
clerestoriumzie lichtbeuk.
colonnadezuilenrij die hoofdgestel of bogen draagt. Zie ook: arcade.
colonnet(colonne fuselée) in de ornamentkunst (bouwkunst) een kandelaar- of bastaardzuiltje.
composietzuil (composietkapiteel)
cordonhorizontale geleding of band, ook riem genoemd, in een bouwwerk vb in natuursteen
Corinthische orde
contrefortzie: steunbeer.
contrescarpin de vestingbouwkunde de van de vesting afgekeerde grachtboord.
courtinemuurbij een middeleeuwse burcht de muur tussen de waltorens of bolwerken, voorzien van een weergang en borstwering.
crypte
cyclopische muurin de prehistorische (Griekse) bouwkunst muurwerk van opeengestapelde grote en onregelmatige keien zonder metselverband.

## D
dagde ruimte aan de binnenzijde van een wandopening.
dagkantde zijde van de dag loodrecht op de wand
dagmaatde binnenwerkse maat van een wandopening, ook wel dagzijde of dagvlak.
dakstoeleen constructie om een dak te ondersteunen, haaks op het te ondersteunen dakvlak.
dakruiterhet torentje op de nok van een gebouw.
deambulatoriumkooromgang in een romaanse kerk.
deelzuiltjezuil die vensteropening in twee delen verdeelt.
diagonaalrib of diagonaalboogeen diagonaal lopend gewelfrib of graat.
diamantgewelfeen type gewelf.
diamantkoppiramidevormige versiering
dilatatievoegeen voegconstructie die het mogelijk maakt, dat verschillende onderdelen van een gebouw onafhankelijk van elkaar kunnen krimpen, uitzetten of zakken.
doksaalis een houten of stenen wand die het schip scheidt van het priesterkoor, niet te verwarren met oksaal
domoticaook wel huisautomatisering of smart homes genoemd, is de toepassing van elektronica en huisnetwerken ten behoeve van de automatisering van processen in en om een woning, een kantoor of een klein bedrijf.
donjonmiddeleeuwse woontoren ter verdediging van een burcht
dorische ordede oudste van de drie Griekse bouworden.
dorpelde horizontale onder- of bovenregel van een kozijn of raamwerk
draadnageleen machinaal vervaardigde spijker van getrokken staaldraad met opgestuikte kop.
driebladmotief van drie cirkels met puntige uiteinden die als geheel omsloten is.
driebladboogboog gebaseerd op een drieblad.
drielobmotief van drie cirkels met open onderkant.
drielobbige hoefijzerboogboogtype met drielob en hoefijzervorm in een.
drielobboogboogtype met drielob als vorm.
driepasmotief van drie cirkels die geheel omsloten is.
driesnuitmotief van drie visblazen in een cirkel.
druppeleen visblaas zonder toten
dwarsbalkbalk in een balklaag die dwars of haaks tussen twee andere balken loopt

## E
eclecticismesamengestelde stijl, bestaande uit elementen van ten minste twee verschillende stijlperioden
echinusconvex of ovaal stenen kussen onder de abacus van een Dorisch kapiteel
eierlijstbol lijstwerk met decoratie van afwisselend eivormen en pijlpunten
email cloisonné
empirestijlstijlperiode ontworpen door en voor Napoleon Bonaparte
entablement of hoofdgestelhet horizontale bouwdeel boven de zuilenrijen van de klassieke architectuur. Het bestaat uit architraaf, fries en kroonlijst.
entasislichte bolling van het profiel van een zuil
epitaaf
exedraeen halfronde nis of uitbouw.
ezelsruggemetselde afwaterende muurafdekking.
ezelsrugboogeen boog bestaande uit twee gelijkvormige boogdelen die licht- en uitgezwenkt zijn en die bij de ontmoeting een spits vormen, komt voor in een pinakel als een soort 'bekroning' of 'afsluiting' boven een venster of casement.

## F
fasciaegeleding van een Ionische of Korinthische architraaf, bestaande uit twee of drie onversierde horizontale banden
festoen
flamboyantdecoratieve laatgotische stijl, gekenmerkt door ojiefbogen en vloeiende lijnen (in Engeland: Curvilinear style)
Florentijnse boogeen type boog waarbij de binnenwelflijn en de buitenwelflijn niet concentrisch verlopen.
formeeltijdelijke ondersteuningsconstructie voor het metselen van bogen en gewelven
friesmiddelste deel van een entablement tussen de architraaf en de kroonlijst, soms gedecoreerd met een figurenreliëf
frontonbekroning van een gevel, ingang, of venster, in de vorm van een driehoek, boog of een afgeleide vorm van deze.

## G
gargouillewaterspuwer in de vorm van een demonische dierfiguur aan (Franse) gotische kathedralen
gebinteen portaalvormige houten draagconstructie in een boerderij
geboortehet punt waar een boogconstructie aansluit op de loodrechte dagkanten van de muuropening
gehengscharnierend smeedwerk
geledingverticaal op elkaar volgende leden of onderdelen
gestileerd bladwerkkapiteeleen type bladwerkkapiteel
getoogdeen muuropening met gebogen vorm met hoeken
getoogde strekeen strek met getoogde vorm
getordeerdeen gedraaide vorm
gevelgedeelte van het gebouw dat van buitenaf zichtbaar is, uitgezonderd het dak
gewelfgebogen schaalvormige bouwconstructie
gewelfkapeen gewelf één rechte of gebogen veld waaruit een gewelf is opgebouwd
gewelfribde ribbe van een ribgewelf
gewelfsleuteleen sluitsteen met specifieke functie voor kruisgewelven
gordelboogeen boog tussen twee gewelfvlakken in, loodrecht op de muren waartussen het gewelf is gespannen
gordinghouten ligger of balk, aangebracht in de lengterichting van een kap, waarvan twee zijden evenwijdig zijn aan het te dragen dakvlak
gotiekeen bouwstijl uit de Middeleeuwen
graatgewelfgewelf dat bestaat uit graten
Grieks kruiskruis waarvan de vier armen gelijke lengte hebben
grondwerkvoorbereiding van ondergrond van het bouwwerk

## H
hagioscoopeen opening lager dan de overige vensters in een kerk of kathedraal.
hallenkerkgotisch kerktype, waarbij de hoogtes van het middenschip en de zijbeuken gelijk zijn
harteen visblaas met één toot
helmtekenvoor een geslacht/familie kenmerkend teken op een helm.
hermetaps toelopende kolom of pilaster die uitloopt in een kop of buste van Hermes, kleinzoon van Atlas. Zie ook: Kariatide en atlant.
hoefijzerboogtype boog met hoefijzervorm.
hoekkeperconstructie-onderdeel op de uitwendige aansluiting tussen twee dakschilden, voor zover niet horizontaal.
hogeleen gebeeldhouwd gotisch ornament ter versiering van pinakels, daklijsten.
hol en bol gebogen driehoekeen motief als onderdeel van tracering.
hoofdgesteleen breed, horizontaal lijstwerk voornamelijk uit de Griekse en Romeinse bouwkunst.
hoogzaalzie oksaal

## I
iconisch kapiteel
icoon
impost
In Antisterm waarmee een porticus wordt aangeduid die in één lijn ligt met de flankerende muurdelen (anten)
Inboetenhet vervangen van metselwerk, natuursteen of glas, op een plek waar het oorspronkelijke werk kapot is
Ionische orde

## J
jugendstil

## K
kalenderentellen van het aantal slagen met een heiblok dat nodig is om een heipaal een bepaalde afstand te laten zakken.
kalfhorizontale tussendorpel in een kozijn, tussen deur of raam en het glasvlak of raam erboven
kandelabergrote kaarsenstandaard of houder van een olielamp met een driedelige voet.
kapiteelbekroning van een zuil, pijler of pilaster, vaak voorzien van beeldhouwwerk.
kathedraalof dom, is de kerk waar de bisschop zetelt.
keizerlijke trapeen staatsietrap met een dubbel uitgevoerde onderste of bovenste steek
kelkkapiteeleen type bladkapiteel.
kepereen bepaalde rib van een dak.
keperboogoverwelving in driehoeksvorm.
kilkeperconstructieonderdeel op inwendige hoek tussen twee dakschilden.
kimaansluiting tussen wand en vloer.
knobbelkapiteeleen type kapiteel.
knopkapiteel of knoppenkapiteeleen type bladkapiteel.
knorrenkapiteeleen type kapiteel
koekoekbepaalde kelder- of dakconstructie voor daglichttoetreding en/of ventilatie
koorruimte in een kerk waar zich het hoofdaltaar bevindt.
koorgestoelteeen rij zitplaatsen tegen de zijwanden van het koor van een kerk of kathedraal.
koorsluiting
koortoren
Korinthische orde
kozijnomranding van een of meer glasvlakken, ramen, deuren of een combinatie hiervan.
kraagsteenuit het muurwerk kragend element waar andere bouwdelen op rusten
kroonlijstlijstwerk dat een entablement bekroont
kruisbloemgebeeldhouwd versieringselement in de vorm van een kruis, als bekroning van pinakels etc.
kruisdakdakconstructie waarbij twee snijdende daken elkaar kruisen
kruisribgewelfgewelf met vierhoekige of vierkante plattegrond, waarvan de gewelfkappen steunen op een stelsel van diagonale, dwars-en langsribben; deze gewelfvorm is de basis van de gotische bouwwijze
kruisgraatgewelfgewelf dat ontstaat waar twee tongewelven elkaar loodrecht snijden.
kruisingplaats in een kerk of kathedraal waar het schip en de dwarstransepten elkaar kruisen, ook wel viering genoemd.
kruiskozijn
kruisverbandbepaald type metselverband
krulkapiteeleen type kapiteel van de klassieke bouwkunst.
kussenkapiteeleen type kapiteel in Griekse bouwkunst.
kwastonregelmatigheid in hout op de plaats waar een zijtak in de dikker wordende boom is opgenomen.

## L
lancetboogsmallere spitsboog.
laddervenstervenstertype met een horizontale onderverdeling van roeden die doet denken aan de sporten van een ladder.
lantaarneen opengewerkte bekroning van een grote koepel of een toren.
lateieen draagconstructie om belastingen boven wanddoorbrekingen op te vangen.
lessenaarsdakeen dakvorm met slechts één hellend dakvlak.
liernedecoratieve rib in een gotisch gewelf, die niet uit de muur voorkomt en de middensluitsteen niet raakt.
liseenverticale, naar voren springende stroken zonder voetstuk of bekroning.
loggiaeen open ruimte of galerij, door kolommen gedragen, in huidige betekenis: een open ruimte achter het gevelvlak, meestal op de verdieping.
loofwerkeen doorlopend ornament dat voorzien is van florale motieven
luchtboogbogen voor het overbrengen van horizontale krachten (spatkracht), van het bouwwerk naar de verticale steunberen.
lunetsteekkap, die ontstaat door de haakse doorsnijding van een tongewelf door een lager tongewelf en wordt beëindigd door een halfronde opening

## M
maaswerkdecoratieve vulling van bijvoorbeeld een Gotisch venster, kan zijn uitgevoerd in metselwerk of in natuursteen, ook genoemd tracering.
makelaarVerticale balk in een spant voor het ondersteunen van de nokgording en het samenbrengen van de twee spantbenen.
melkmeisjeEen deurkozijn met aan beide zijden een smal raam op een borstwering. (Ook wel: schouderkozijn)
meneelzie montant.
metoop of metope
metselenstenen met specie tegen en op elkaar leggen.
moneelzie montant.
monoforaeen venster met slechts één opening, gebruik in context met bifora, trifora en polifora.
montantgeprofileerde verticale onderverdeling van een (kerk)raam, kan zijn uitgevoerd in metselwerk of in natuursteen.
motief

## N
narthexportaal voor het schip en de zijbeuken van een middeleeuwse kerk.
negblok of neggenblok
negge of negzichtbare muurgedeelte bij een kozijnopening, dwars op het gevelvlak, aan de buitenzijde vroeger vaak afgeschuind of geprofileerd.
netgewelfeen gewelf met vele, elkaar kruisende ribben.
neuthet onderste deel van een kozijnstijl, vroeger meestal uitgevoerd in hardsteen, tegenwoordig ook vaak van composiet, ook kunststeen genoemd

## O
oksaalook wel orgelgalerij of zangkoor genoemd, is een balkon aan de westzijde van het schip van een kerk voor het koor of het orgel, nu synoniem van doksaal omdat deze uit vele kerken zijn verdwenen
opstandafbeelding van de voorgevel van een gebouw
ordestijl van onder meer zuilen en hun hoofdstel, speciaal van de vijf klassieke bouworden zoals toegepast in het oude Griekenland en Rome. De Grieken ontwikkelden de Dorische, Ionische en Korinthische orde; de Romeinen voegden hier de Toscaanse orde en het composietkapiteel aan toe. Renaissancebouwmeesters namen de Romeinse modellen over en pasten hierop vele variaties toe. Het latere classicisme hield zich strikt aan de Griekse en Romeinse voorbeelden.
overkluizinghet dichten van een gracht of sloot door er een "dak" op te bouwen en het wateroppervlak wel toegankelijk te laten
overstekeen gedeelte van een bouwwerk dat ten opzichte van het onderliggende deel vooruitsteekt.
oranjeriekoude kas of aanbouw aan het huis (met vensters op het zuiden) om niet-winterharde gewassen in te laten overwinteren.

## P
pandhofbinnenplaats omgeven door een kloostergang.
palmetornament in de vorm van een gestileerd palmblad.
peerspitseen dakbekroning in de vorm van een peer.
Pendentiefboldriehoek of holle gewelfzwik die de hoeken van een vierkante of veelhoekige ruimte verbindt met een ronde koepel
pijlerpilaar; hoekige (soms ook ronde of samengestelde), vrijstaande ondersteuning van een boog, een hoofdgestel etc. Zie ook zuil.
pilastereen vooral in de gevelarchitectuur van de renaissance en barok toegepaste vierkante of halfronde halfzuil in het muurwerk, voorzien van een basement en een kapiteel.
pinakelspits toelopende bekroning in de vorm van een gotisch torentje.
piscinareinigingsbekken soms in een nis, gebruikt voor de erediensten in kerken.
plintvoetplaat.
polychromerenmet vele kleuren beschilderd (bijvoorbeeld beelden).
poliforaeen venster gescheiden in meerdere delen.
porring, pijl of steekde afstand tussen het hoogste punt van een segmentboog (binnenbooglijn) en de lijn die de geboorten van de boog verbindt.
porringpunthet (denkbeeldig) punt waar de voegen tussen de boogstenen (bak- of natuursteen) bij bepaalde boogconstructies op gericht zijn.
pseudo-basiliekbasiliek zonder vensters in de hoofdbeuk.
pseudotransepteen transept met lagere zijarmen dan het middenschip.

## R
renaissancestijlperiode in de 15e en 16e eeuw, gekenmerkt door o.a. realisme en klassieke motieven.
retabelbovenbouw van een altaar.
rib van een gewelf (gewelfrib)stenen strook tegen de onderzijde van een gewelf, die ofwel om louter esthetische ofwel om esthetische alsook functionele redenen is aangebracht.
ribgewelfeen gewelf dat opgebouwd is uit ribben.
risalieteen gedeelte van de gevel dat over de gehele hoogte vooruitspringt.
rocailleeen schelpmotief in rococo-interieurs.
rococostijlperiode uit de 18e eeuw, gekenmerkt o.a. door een overwoekering van het ornament.
rolwerksoort ornamentiek die in gekrulde vormen uitloopt.
romaansuit de periode van de romaanse stijl (omstreeks 1000/1250), die wat de kerkbouw betreft gekenmerkt wordt door kubusachtige ruimten met rondbogen, tongewelven en dikke muren.
romaans kapiteeltype kapitelen uit de romaanse architectuur.
rondboogeen boog die een halve cirkel beschrijft.
rondboogvenstereen venster in de vorm van een rondboog.
ronde paseen motief in een tracering.
ruiter (bouwkunde) of nokruitereen verticaal gestelde plank over de volle lengte van de nok ter ondersteuning van de nokvorsten.
rusticaruw blokwerk in de sokkel van de gevels van gebouwen, in de omlijsting van poorten of in cordons.

## S
schachthet gedeelte van een zuil dat zich tussen basement en kapiteel bevindt.
schalkcolonnet of halfzuil als flandering van een pijler.
scheiboogboog in een kerk die de middenbeuk scheidt van de zijbeuken.
schipde ruimte van een kerk of kathedraal rondom het spreekgestoelte.
schouderkozijnzie melkmeisje.
scotiahet holle deel van de voet van meestal een zuil
sluitingzie koorsluiting.
sluitsteenmiddelste steen van een gemetselde boog, vaak in natuursteen uitgevoerd.
sokkeleen blok steen dat het onderste deel vormt van een zuil of beeld.
souterraineen verdieping die gedeeltelijk onder het maaiveld ligt
spaarvelduitsparing of verdiept gedeelte in de dikte van een muurveld.
spanteen houten of stalen constructie ter ondersteuning van de gordingen en het dakbeschot.
speciemengsel van zand, water en cement om in de bouw te gebruiken, bijvoorbeeld bij metselen.
steekkapklein gewelf of kapconstructie dat in een groter gewelf of kap insnijdt.
spitsboogeen boogvorm van twee symmetrische cirkeldelen die elkaar in de top snijden.
spitsboogvenstereen venster met aan de bovenzijde de vorm van een spitsboog.
spitstongewelfeen spitsboogvormig tongewelf.
steekeen ononderbroken opeenvolging van ten minste drie treden bij een rechte trap.
stergewelfgewelf in de vorm van een ster.
steunbeerver uitstekende muurdam of verzwaring om horizontale krachten te verdelen in het metselwerk.
straalgewelfgewelf boven een veelhoekig vlak.
stootvoegverticale voeg tussen twee metselstenen in muurwerk; de open variant heet een open stootvoeg
straalkapelkapel (straalvormig) aangebouwd aan het koor of de kooromgang van een kerk.
stylobaatde vloer waarop bijvoorbeeld zuilen geplaatst worden.

## T
tamboerringvormige of veelhoekige onderbouw waarop een koepel rust.
T-dakdakconstructie waarbij de nokken van twee kappen een T-vorm hebben.
teerlingkapiteeleen type kapiteel.
tektonisch kapiteeleen type kapiteel.
terracotta(Latijn: gebakken aarde) ongeglazuurd aardewerk.
tierceronrib in een gotisch gewelf tussen gordel- en kruisribben.
timpaan (ook tympaan)driehoekige gevelplaat, vaak op zuilen geplaatst of boven vensters.
tongewelfbepaalde tunnelvormige gewelven waarbij met name de boogvorm over de gehele lengte hetzelfde is.
tootscherpe punt als gevolg van niet complete cirkels in maaswerk van sierlijke vensters.
tootboogeen boogconstructie met toten.
Toscaanse ordeuit de Romeinse bouwkunst afkomstige orde, vergelijkbaar met de Dorische orde uit de Griekse bouwkunst. De Toscaanse orde is te herkennen aan het gebruik van gladde zuilen.
traceringdecoratieve vulling van bijvoorbeeld een Gotisch venster, kan zijn uitgevoerd in metselwerk of in natuursteen, ook genoemd maaswerk.
TrasraamEen trasraam of cementraam is het gedeelte van een gemetselde muur van gewoonlijk 5 à 6 lagen onder tot 5 à 6 lagen boven het maaiveld.
transeptdwarsschip, dwarspand van bijvoorbeeld een kerk.
transeptsluitinghet uiteinde van de beide dwarsarmen van het transept.
traveeruimte-eenheid, die beantwoordt aan één venster, boog of gewelf.
trekplaten
triforavenster gescheiden in drie delen.
triforiumloopgang tussen de scheibogen en de vensters van de hoofdbeuk. Ook een in de muur uitgespaarde doorgang tussen de arcade van een schip en de hoge ramenreeks, of tussen de galerij en de hoge ramenreeks. Het is naar het schip toe met arcaden geopend. Er kunnen ook alleen maar blindarcaden zijn, waarachter geen doorgang loopt. Sommige schrijvers noemen de galerij een triforium.
triglief
triomfboogboog tussen het schip of de viering van een kerk en het koorgedeelte.
trulloZuid-Italiaans bouwwerk met kegelvormig dak.
tweesnuitmotief van twee visblazen in een cirkel.
typologieleer van de indeling van gebouwen in soorten met gemeenschappelijke eigenschappen

## U
uitkragingeen in metselwerk geleidelijk verlopende overstek.
uitzetraamaan bovenzijde scharnierend  raampje

## V
veelpasmotief van meerdere cirkels die geheel omsloten is.
verjongennaar boven toe taps toelopen van een kolom, gedenknaald of kerktoren.
videeen open ruimte die over twee of meerdere verdiepingen doorgaat.
vieringhet gedeelte van een kerk of kathedraal waar dwars- en langsschip elkaar kruisen. Wordt ook wel kruising genoemd.
vieringtorenVaak wordt de viering bekroond met een vieringtoren. Als het gewelf wordt open gemaakt kan het daglicht via de ramen van de toren in het interieur van de kerk binnendringen.
vierbladmotief van vier cirkels met puntige uiteinden die als geheel omsloten is.
vierpasmotief van vier cirkels die geheel omsloten is.
viersnuitmotief van vier visblazen in een cirkel.
vijfsnuitmotief van vijf visblazen in een cirkel.
visblaassierlijk motief van een ronde tracering die aan een kant puntig toeloopt.
vlechtingzie boerenvlechting.
vleugeldeel van een gebouw, zijlings aangebracht aan een hoofdgebouw.
vleugeldeurtwee deuren die tegen elkaar sluiten.
vlieringde ruimte boven de hanenbalk van een dakconstructie.
vlinderhulpmiddel bij het uitzetten en metselen van een ellipsboog
vluchthet geheel tussen de twee niveaus bij een trap die onderbroken wordt door bordessen en op vlucht bouwen: een gevel bewust uit het lood zetten.
voluutspiraal- krul- of kruisvormige versiering, veelal gebruikt ter versiering van kapitelen in de Griekse bouwkunst. Ook op topgevels.
voluutkapiteeleen type kapiteel van de klassieke bouwkunst.
vorkmontant of vorktraceringtracering met Y-vorm.

## W
waaierboogboog bestaande uit verschillende kleine cirkelvormige segmenten.
wenkbrauwuitkragende decoratieve band aan de bovenzijde van een deur of venster in metselwerk of gepleisterd.
welfselhalfrond metselwerk tussen de dragende balken van een plafond. Aan de bovenkant van de welfsels kan men dan een vloer leggen met een grote draagkracht. Aan de onderzijde worden de welfsels soms bedekt met hardboard of gipsplaten. De welfsels worden dan "holle welfsels". Hetzelfde principe op grotere schaal toegepast creëert een gewelf.
In Vlaanderen is welfsel een ander woord voor vloerelement.
westwerkversterkt torenachtig blok ten westen van het schip van een kerk in de romaanse architectuur. Vaak bevat dit gedeelte een westkoor.

## Z
zaalkerkeenbeukig, rechthoekig kerkgebouw.
zadeldakopgaand dak met twee schuine zijden of dakvlakken.
zuilkolom of drager gevormd door een schacht met een ronde doorsnede, die meestal wordt gedragen door een basement en bekroond door een kapiteel.
zijbeukevenwijdige ruimte aan weerszijden van het schip van een kerk, wordt/werd veel gebruikt voor processies in de kerk, vaak bevinden zich hier kapelletjes, en ook kan men hier vaak de kruiswegstaties aantreffen.
zolderde bovenste verdieping direct onder het dak van een gebouw.